# Libera visione stereoscopica
La libera visione stereoscopica, abbreviata LVS, è la capacità innata di visualizzare uno stereogramma senza usufruire di uno stereoscopio, "incrociando" o "divergendo" gli occhi, prima od oltre il piano reale di osservazione. È un sistema di visione stereoscopica relativamente poco diffuso, dal momento che un ristretto numero di persone è in grado di metterlo in atto e che risulta affaticante per la vista.
Tale capacità non è da confondere con l'autostereoscopia, che si riferisce invece a una serie di sistemi e tecnologie applicate ai supporti o ai display che permettono una visione stereoscopica senza l'ausilio di ulteriori dispositivi.

## Principio di funzionamento

### Libera visione stereoscopica incrociata oCross eyed
L'occhio destro guarda l'immagine sinistra mentre l'occhio sinistro quella destra. È la più facile da imparare perché richiede una posizione naturale degli occhi che avvicinano il piano di osservazione.
Per abituarsi ad osservare a vigna questo tipo di immagine si può collocare una penna a metà distanza tra gli occhi e la doppia immagine. Convergendo lo sguardo sulla penna e se necessario muovendola avanti o indietro, le immagini sullo sfondo dovrebbero arrivare a sembrare tre e spostando l'attenzione su quella centrale, senza muovere gli occhi, si dovrebbe riuscire a metterla a fuoco. Se l'immagine risulta sdoppiata in senso verticale rollare leggermente la testa.
Con l'allenamento è possibile abituarsi a mettere a fuoco l'immagine stereoscopica senza difficoltà.

### Libera visione stereoscopica parallela oWall eyed
L'occhio destro guarda l'immagine destra mentre l'occhio sinistro quella sinistra. È la più difficile da imparare perché richiede una posizione meno naturale degli occhi che allontanano il piano di osservazione fino a volte oltre l'infinito (occhi divergenti).
Per vedere queste immagini, se non se ne è già abilmente capaci, è necessario avvicinare molto gli occhi a queste ultime, rilassarli e muoversi lentamente indietro finché le due confuse immagini che si vedono diventino una sola. A questo punto allontanarsi ancora lentamente dall'immagine sforzandosi di metterla a fuoco finché, probabilmente ad una distanza piuttosto elevata, si vedrà nitidamente.

## Creazione dello stereogramma
La creazione dello stereogramma avviene attraverso la ripresa con fotocamera stereoscopica parallela, in modo tale da riprendere due immagini parallele attraverso due obiettivi posti alla stessa distanza degli occhi umani. La creazione dell'immagine può avvenire anche utilizzando una stessa fotocamera, che viene slittata sull'asse X dell'osservatore in modo da riprendere due immagini parallele consecutive.
Lo stereogramma risultante potrà così essere visualizzato attraverso la visione "parallela". Nella visione "incrociata" le due immagini parallele andranno scambiate, cosicché l'immagine ripresa a sinistra sia posta a destra e quella ripresa a destra a sinistra.